# Campinas
Campinas (IPA: kɐ̃ːˈpinɐs) è un comune del Brasile nello Stato di San Paolo, parte della mesoregione di Campinas e della microregione omonima. L'area metropolitana, delimitata nel 2000, è costituita da 19 città e una popolazione circa di due milioni e ottocentomila persone. Campinas è la terza città dello Stato dopo San Paolo del Brasile e Guarulhos.

## Geografia
Campinas è situata a 95 km a nord-ovest di San Paolo.

## Storia
Il primo nome di Campinas fu Campinas de Mato Grosso, dovuto alla densa foresta inesplorata che caratterizzava la regione. Era un passaggio obbligatorio per andare alle miniere d'oro dell'interno. L'insediamento cominciò tra il 1739 e il 1744 con l'arrivo del capitano Francisco Barreto Leme do Prado dalla città di Taubaté. Il 14 giugno 1774, in una cappella improvvisata, fu celebrata la prima messa per ufficializzare la fondazione della parrocchia di Nossa Senhora de Conceição de Campinas. Nel 1797, elevandosi a categoria "borgo", cambia il suo nome in Vila de São Carlos e, finalmente, il 5 febbraio 1842, con già 2 107 abitanti, diventa città e prende il nome definitivo di Campinas. Diventa famosa come città-fenice, per la sua capacità di rinascita dopo l'epidemia di febbre gialla che fece strage di più del 30% della popolazione all'inizio del XX secolo.
L'agricoltura ebbe un ruolo importante nella storia della città, che si approfittò del fertile suolo di terra rossa. La prima coltura fu la canna da zucchero, subito dopo soppiantata dal caffè. In poco tempo l'industria del caffè porta a una nuova fase di sviluppo della città. In questo periodo (seconda metà del XVIII secolo), la popolazione concentrava un grande contingente di lavoratori, sia schiavi, sia liberi, impiegandoli nelle piantagioni e in altre attività produttive rurali e urbane. Nel 1872, grazie proprio al caffè e alla costruzione della Companhia Paulista de Estradas de Ferro, una linea ferroviaria dello stato di San Paolo, Campinas diventa una delle maggiori città del Brasile.
Con la crisi dell'economia del caffè, a partire dagli anni trenta, l'economia di Campinas assume un profilo più industriale e di servizi. Nel frattempo cominciano ad arrivare immigranti provenienti da tutto il mondo (di rilievo l'immigrazione di italiani). Tra il 1970 e il 1980, la città raddoppia le sue dimensioni, per via di flussi migratori interni. Proprio grazie al suo grande sviluppo diviene conosciuta come la "Principessa dell'Ovest", riferendosi al fatto di trovarsi a ovest di San Paolo, capitale dello Stato.
Con la costruzione delle grandi strade, come la Anhanguera (1948), la Bandeirantes (1978), la Santos Dumont (anni ottanta), la Dom Pedro I, Campinas si consolida come importante nodo della linea stradale. Da notare anche una moderna zona industriale e tecnologica, rinomate istituzioni scolastiche, come l'Università statale di Campinas e l'Università Cattolica Pontificia di Campinas, e un importante centro di ricerca e sviluppo delle telecomunicazioni.
A partire dal 1998, la città assiste a un accentuato cambiamento della sua economia: perde importanza il settore industriale (con il trasferimento di numerose fabbriche verso città vicine o altre regioni del paese - in parte a causa della violenza e delle alte tasse), mentre aumenta la richiesta nel settore dei servizi (commercio, servizi di alta tecnologia e aziende dell'area logistica).

## Infrastrutture e trasporti
Dalla città parte l'autostrada SP-340, che collega il centro con lo stato del Minas Gerais.

## Sport

### Calcio
Campinas è sede di due squadre di calcio riconosciute a livello nazionale: la Ponte Preta e il Guarani, che disputano il "Derby Campineiro" (Campinas derby), che è considerato uno dei più tradizionali dello Stato che si verifica dal 1912. C'è anche il Red Bull Brasil, che è stato creato nel novembre 2007 e grazie alla sponsorizzazione ha acquisito grande importanza. Il calcio femminile è stato anche eccezionale, anche se amatoriale. Nella storia ha rivelato anche altri club, come Mogiana Sports Club, che è stato creato in sette giugno 1933 ed è entrato in bancarotta negli anni sessanta.
La città ha anche tre sedi principali: Estádio Brinco de Ouro da Princesa, fu proprietà del Guarani, che ha aperto nel 1953 e oggi ha una capienza di circa 30 000 persone, Sport e Tempo libero in Centro Campinas Dr. Horacio Antonio da Costa (Stadio o Cerecamp Mogiana Stadium), che appartiene allo Stato di São Paulo ed è stato inaugurato nel 1940, oltre al Estádio Moisés Lucarelli, di proprietà di Ponte Preta, che è stata fondata nel 1948 e ha la capacità di quasi 20 000 visitatori.
La città è ancora sede di numerosi eventi sportivi in altre modalità, come la Corrida Integração (Race Integration), che si tiene dal 1983 Television Pioneer Broadcasters (EPTV), essendo diviso in due modalità (a 5 km dedicata alle persone disabili e sedie a rotelle, e altri 10 km, il normale). Campinas ha anche tradizione nei giochi aperti dell'interno, creato nel 1936 e la concorrenza che coinvolge vari sport. Quattro volte, ha ospitato il concorso (1939, 1945, 1960 e 1994), e dieci volte la città è uscito come il vincitore del concorso (1939, 1955, 1956, 1958, 1960, 1971, 1974, 1975, 1978, 1979), essendo la terza città che ha vinto di più concorrenza. Nel tennis c'è il Tennis Club di Campinas (CBT), che è stato creato nel 1913, offrendo, oltre ai blocchi dello sport, piscine, campi da basket e calcio, così come locali adeguati per la pratica del judo, ginnastica e danza. Club de Regatas Campineiro e Swim (CCRN) prevede inoltre uno spazio per la pratica di vari tipi di sport olimpici.

## Amministrazione

### Gemellaggi
Campinas ha gemellaggi con 10 città:
- Fuzhou, Cina
- San Diego, Stati Uniti d'America
- Córdoba, Argentina
- Novi Sad, Serbia
- Gifu, Giappone
- Concepción, Cile[senza fonte]
- Daloa, Costa d'Avorio
- Asunción, Paraguay
- Blumenau, Brasile
- Gerico, Palestina
- Cascais, Portogallo

Esiste inoltre,dal 2017, un accordo di cooperazione con la città italiana di Lecco.